# Jonas David
Jonas Benjamin Chimezie David (Amburgo, 8 marzo 2000) è un calciatore tedesco, difensore dell'Ulma.

## Biografia
Nato ad Amburgo da padre nigeriano e madre tedesca.

## Carriera

### Club
Cresciuto nel settore giovanile dell'Amburgo, debutta in prima squadra il 3 agosto 2018, in occasione dell'incontro di 2. Bundesliga perso per 0-3 contro l'Holstein Kiel. Il 17 settembre seguente firma il suo primo contratto professionistico con l'HSV, di durata triennale. L'8 luglio 2020 prolunga il suo contratto fino al 2024.

### Nazionale
Ha giocato nelle nazionali giovanili tedesche Under-19 ed Under-20.

## Statistiche

### Presenze e reti nei club
Statistiche aggiornate al 14 marzo 2023.
| Stagione          | Squadra           | Campionato        | Campionato | Campionato | Coppe nazionali | Coppe nazionali | Coppe nazionali | Coppe continentali | Coppe continentali | Coppe continentali | Altre coppe | Altre coppe | Altre coppe | Totale | Totale |
| Stagione          | Squadra           | Comp              | Pres       | Reti       | Comp            | Pres            | Reti            | Comp               | Pres               | Reti               | Comp        | Pres        | Reti        | Pres   | Reti   |
| ----------------- | ----------------- | ----------------- | ---------- | ---------- | --------------- | --------------- | --------------- | ------------------ | ------------------ | ------------------ | ----------- | ----------- | ----------- | ------ | ------ |
| 2018-2019         | Amburgo II        | RL                | 19         | 1          |                 | -               | -               |                    | -                  | -                  |             | -           | -           | 19     | 1      |
| 2019-gen. 2020    | Amburgo II        | RL                | 8          | 0          |                 | -               | -               |                    | -                  | -                  |             | -           | -           | 8      | 0      |
| 2018-2019         | Amburgo           | 2L                | 2          | 0          | CG              | 0               | 0               |                    | -                  | -                  |             | -           | -           | 2      | 0      |
| 2019-gen. 2020    | Amburgo           | 2L                | 1          | 0          | CG              | 0               | 0               |                    | -                  | -                  |             | -           | -           | 1      | 0      |
| gen.-giu. 2020    | Kickers Würzburg  | 3L                | 5          | 0          | CG              | -               | -               |                    | -                  | -                  |             | -           | -           | 5      | 0      |
| 2020-2021         | Amburgo II        | RL                | 2          | 0          |                 | -               | -               |                    | -                  | -                  |             | -           | -           | 2      | 0      |
| Totale Amburgo II | Totale Amburgo II | Totale Amburgo II | 29         | 1          |                 | -               | -               |                    | -                  | -                  |             | -           | -           | 29     | 1      |
| 2020-2021         | Amburgo           | 2L                | 3          | 0          | CG              | 1               | 0               |                    | -                  | -                  |             | -           | -           | 4      | 0      |
| 2021-2022         | Amburgo           | 2L                | 21         | 0          | CG              | 2               | 1               |                    | -                  | -                  |             | -           | -           | 23     | 1      |
| 2022-2023         | Amburgo           | 2L                | 17         | 0          | CG              | 2               | 0               |                    | -                  | -                  |             | -           | -           | 19     | 0      |
| Totale Amburgo    | Totale Amburgo    | Totale Amburgo    | 44         | 0          |                 | 5               | 1               |                    | -                  | -                  |             | -           | -           | 49     | 1      |
| Totale carriera   | Totale carriera   | Totale carriera   | 132        | 12         |                 | 5               | 1               |                    | -                  | -                  |             | -           | -           | 137    | 13     |